# Delfi
 For alternative betydninger, se Delfi (flertydig). (Se også artikler, som begynder med Delfi)
Delfi er et at de fire store kultcentre i det gamle Grækenland. Delphi kommer af græsk delphys, som betyder "livmoder". Det mytiske slangeuhyre Python herskede over stedet, indtil Apollon dræbte den. Delfi var hjemsted for Oraklet i Delfi samt for afholdelse af de pythiske lege, der blev afholdt i Delfi hvert fjerde år (2 år før og efter antikkens olympiske lege i Olympia).
Det arkæologiske område i Delfi blev i 1987 optaget på UNESCOs Verdensarvsliste.